# گونه‌پرستی
گونه‌پرستی یا گونه‌گرایی (به انگلیسی: Speciesism) به تبعیض بر مبنای گونه (در اکثر کاربردها به تبعیض علیه گونه‌های ناانسان) گفته می‌شود. این تبعیض و تمایز می‌تواند از دریچهٔ حقوقی، اخلاقی یا زیبایی‌شناسی ایجاد شود. به عنوان مثال اغلب تصور می‌شود که انسان‌ها بر دیگر جانوران برتری عقلانی و عاطفی دارند. مدافعان حقوق جانوران به این رویه، گونه‌پرستی می‌گویند و عقیده دارند که جانوران نیز به مانند انسان‌ها دارای ارزش‌های حقوقی یکسان هستند و بنابراین رعایت حقوق آن‌ها و آسیب و آزار نرساندن به آن‌ها الزامی می‌باشد.
از دیدگاهی دیگر، جنبش‌های مخالف گونه‌پرستی پس از مرد سالاری و نژادسالاری پدید آمدند و معتقدند برابری مرد و زن با برابری سیاه و سفید و در نتیجه با برابری انسان‌ها و جانوران یکسان و هم‌ردیف می‌باشند.